# Hamilton Sabot
Pour les articles homonymes, voir Sabot.
Hamilton Sabot, né le 31 mai 1987 à Cagnes-sur-Mer (Alpes-Maritimes), est un gymnaste français.

## Biographie
Hamilton Sabot  commence la  gymnastique à l'âge de 7  ans à l'Olympique Antibes Juan-les-Pins où il est entraîné par Philippe Carmona. Il intègre l'équipe de France en 2003. Il est maintenant entraîné 25 heures par semaine par Sébastien Darrigade et Laurent Gelezec à l'INSEP. Son agrès préféré est les barres parallèles où il est médaillé de bronze aux J.O. de Londres en 2012. Il est également étudiant en kinésithérapie depuis 2011.
Une blessure à une épaule l'empêche de pouvoir espérer être présent aux Jeux olympiques de 2016.
En 2018, il commente les épreuves de gymnastique artistique masculine des championnats sportifs européens sur France Télévisions avec Marie-Christelle Maury. Durant les Jeux olympiques 2020 à Tokyo, il commente les épreuves de gymnastique artistique, toujours avec Marie-Christelle Maury, et c'est encore le cas lors des Jeux olympiques 2024 à Paris.

## Palmarès

### Jeux olympiques
- Londres 2012
  - 8e au concours par équipes
  -  Médaille de bronze aux barres parallèles (résultats détaillés)

- Pékin 2008
  - 8e au concours par équipes

### Championnats d'Europe
- Birmingham 2010
  -  Médaille de bronze aux barres parallèles
  -  Médaille de bronze concours par équipes

- Montpellier 2012
  - 8e au concours par équipes
  - 4e aux barres parallèles
  - 5e à la barre fixe

### Jeux méditerranéens
- Pescara 2009
  -  Médaille d'argent au cheval d'arçons
  -  Médaille d'argent au concours par équipes
  -  Médaille de bronze concours général individuel
  -  Médaille de bronze à la barre fixe

### Championnats de France
| Épreuve/Année               | Nantes 2012 |
| --------------------------- | ----------- |
| Concours général individuel |             |
| Exercices au sol            |             |
| cheval d'arçons             | 2e          |
| anneaux                     |             |
| Saut de cheval              |             |
| Barres parallèles           | 1er         |
| Barre fixe                  | 1er         |

## Distinction
- Chevalier de l'ordre national du Mérite en 2013[6]